# اسکیپ مک‌دونالد
اسکیپ مک‌دونالد یک تدوینگر فیلم و تلویزیون آمریکایی است که به‌خاطر کارش در برکینگ بد (۲۰۰۸–۲۰۱۳)، مجموعه‌های اسپین‌آف آن بهتره با سال تماس بگیری (۲۰۱۵–۲۰۲۲) و دنباله فیلم ال کامینو در سال ۲۰۱۹ شناخته شده است. او همچنین چندین قسمت را برای فارگو ویرایش کرد. مک دونالد در مجموع ده نامزدی جایزه امی را به دست آورده است. در سال ۲۰۱۴، او برنده جایزه امی ساعات پربیننده برای تدوین فیلم دراما برای آخرین قسمت مجموعه تلویزیونی بریکینگ بد شد.

## حرفه
اسکیپ مک‌دونالد کار خود را به عنوان دستیار ویرایشگر صدا در دهه ۱۹۸۰ آغاز کرد. در طول این مدت، او بر روی دروازه بهشت (۱۹۸۰)،  همه چیز سخت است ،  و مرده‌ها شطرنجی نمی‌پوشند به کارگردانی کارل راینر (۱۹۸۲) و مردی با دو مغز (۱۹۸۳) کار کرد.  پس از اتمام فیلم برادران کورسیکی چیچ و چونگ در سال ۱۹۸۴،  مک‌دونالد دومین همکاری خود را با فیلمساز مایکل چیمینو، پس از دروازه بهشت ، با سال اژدها در سال ۱۹۸۵  انجام داد.

### مرجع‌ها
1. ↑  "Heaven's Gate (1980)". AFI Catalog of Feature Films. Archived from the original on June 2, 2021. Retrieved June 3, 2021.
2. ↑  "Things Are Tough All Over (1982)". AFI Catalog of Feature Films. Archived from the original on June 2, 2021. Retrieved June 3, 2021.
3. ↑  "Dead Men Don't Wear Plaid (1982)". AFI Catalog of Feature Films. Archived from the original on June 2, 2021. Retrieved June 3, 2021.
4. ↑  "The Man with Two Brains (1983)". AFI Catalog of Feature Films. Archived from the original on June 2, 2021. Retrieved June 3, 2021.
5. ↑  "Cheech & Chong's The Corsican Brothers (1984)". AFI Catalog of Feature Films. Archived from the original on June 2, 2021. Retrieved June 3, 2021.
6. ↑  "Year of the Dragon (1985)". AFI Catalog of Feature Films. Archived from the original on June 2, 2021. Retrieved June 3, 2021.